# Шарифова, Зарина Бадриддиновна
Зарина Бадрддиновна Шарифова (9 января 2004, Казань) — российская футболистка, полузащитница клуба «Чертаново». Выступала за сборную России.

## Биография
Воспитанница казанского клуба «Мирас», занималась футболом с шести лет, первый тренер — Елена Дрёмова. Помимо выступлений за младшие команды, с 2018 года стала играть за взрослый состав «Мираса», участвовала в играх летнего и зимнего чемпионатов Татарстана.
В 2020 году перешла во вновь созданный клуб высшего дивизиона «Зенит» (Санкт-Петербург). Дебютный матч за клуб сыграла 1 августа 2020 года против ЦСКА, заменив на 61-й минуте Нику Белову. Всего в своём первом сезоне 16-летняя футболистка провела 12 матчей в высшей лиге, из них 10 — в стартовом составе. В 2021 году сыграла 7 матчей и стала бронзовым призёром чемпионата. В январе 2024 года перешла в «Чертаново» на правах аренды, но в начальную заявку команды не попала из-за травмы.
В 2018 году впервые вызвана в юниорскую сборную России (до 16 лет) и приняла участие в двух неофициальных матчах против Литвы, забив 4 гола. Выступала за юниорскую сборную 17-летних, а также за молодёжную сборную России. В 2023 году провела 3 товарищеских матча за основную женскую сборную России.